# نوردن (فریزیای شرقی)
شهر نوردن (به آلمانی: Norden) در ایالت نیدرزاکسن در کشور آلمان واقع شده‌است.